# Тютюнник Григорій Михайлович
Григорій Михайлович Тютюнник (23 квітня 1920, c. Шилівка Зіньківського району, Полтавщина, Українська РСР, СРСР — 29 серпня 1961, Львів, Українська РСР) — український письменник, журналіст, публіцист, педагог. Брат Григора Тютюнника. Лауреат Державної премії імені Тараса Шевченка за роман «Вир» (1963, посмертно).
Ще школярем опублікував вірш «Комсомолець» у районній газеті «Більшовик Зіньківщини» (1937). Був членом літературної студії Харківського університету, літературного об'єднання при Спілці радянських письменників України. 28 червня 1941 року пішов добровольцем на фронт у складі студентського батальйону.
Через важкі поранення був комісований, у квітні 1945 року повернувся додому інвалідом війни 2-ї групи. 1946 року закінчив Харківський університет і працював за призначенням учителем української мови і літератури у Львівському технікумі культосвіти, а згодом — у школі міста Кам'янки-Бузької. Із 1950 року почав писати прозу (перше опубліковане оповідання — «Мирон Розбийгора», 1950). Перша збірка новел «Зорані межі» (1951) викликала контроверсійні відгуки критики. Від 1956 року — член Спілки письменників, співробітник журналу «Жовтень» (нині «Дзвін», завідувач відділу прози, 1956—1958), у якому опублікував дві частини роману «Вир» (1956).
Помер у Львові.

## Життєпис
Народився 23 квітня 1920 року в селі Шилівка Зіньківського району на Полтавщині.
З 1938 р. — студент Харківського університету, навчання в якому перервала війна.
Добровольцем пішов на фронт, двічі його тяжко поранено, двічі тікав з полону, брав участь у діях партизанських загонів — на території Кіровоградщини та Чехословаччини.
Письменник важко пережив роки війни, до кінця життя носив відломок біля серця. Після воєнних років працював педагогом, був співробітником львівського журналу «Жовтень», вів активну й напружену літературну діяльність. Творчий доробок митця становлять збірка оповідань «Зоряні межі» (1950), повість «Хмарка сонця не заступить» (1957). Уже після смерті письменника світ побачив його збірку поезій воєнного часу «Журавлині ключі», яку опубліковано 1963 року.
Роман Григорія Тютюнника «Вир» посідає особливе місце як у творчості прозаїка, так і в історії українського письменства. Його поява стала справжньою подією в літературному житті, засвідчила поступове, але неухильне одужання й відродження національної словесності після того удару, якого завдали їй десятиліття сталінського фізичного та ідеологічного терору.
Тютюнникові вдалося створити широке епічне полотно, густо населене різноманітними персонажами, в межах якого порушувались як гостроактуальні, так і вічні проблеми людського буття. Автор відмовився від утверджуваної десятиліттями практики схематизованого, одноплощинного зображення людини, натомість показав своїх героїв насамперед індивідуально неповторними особистостями.

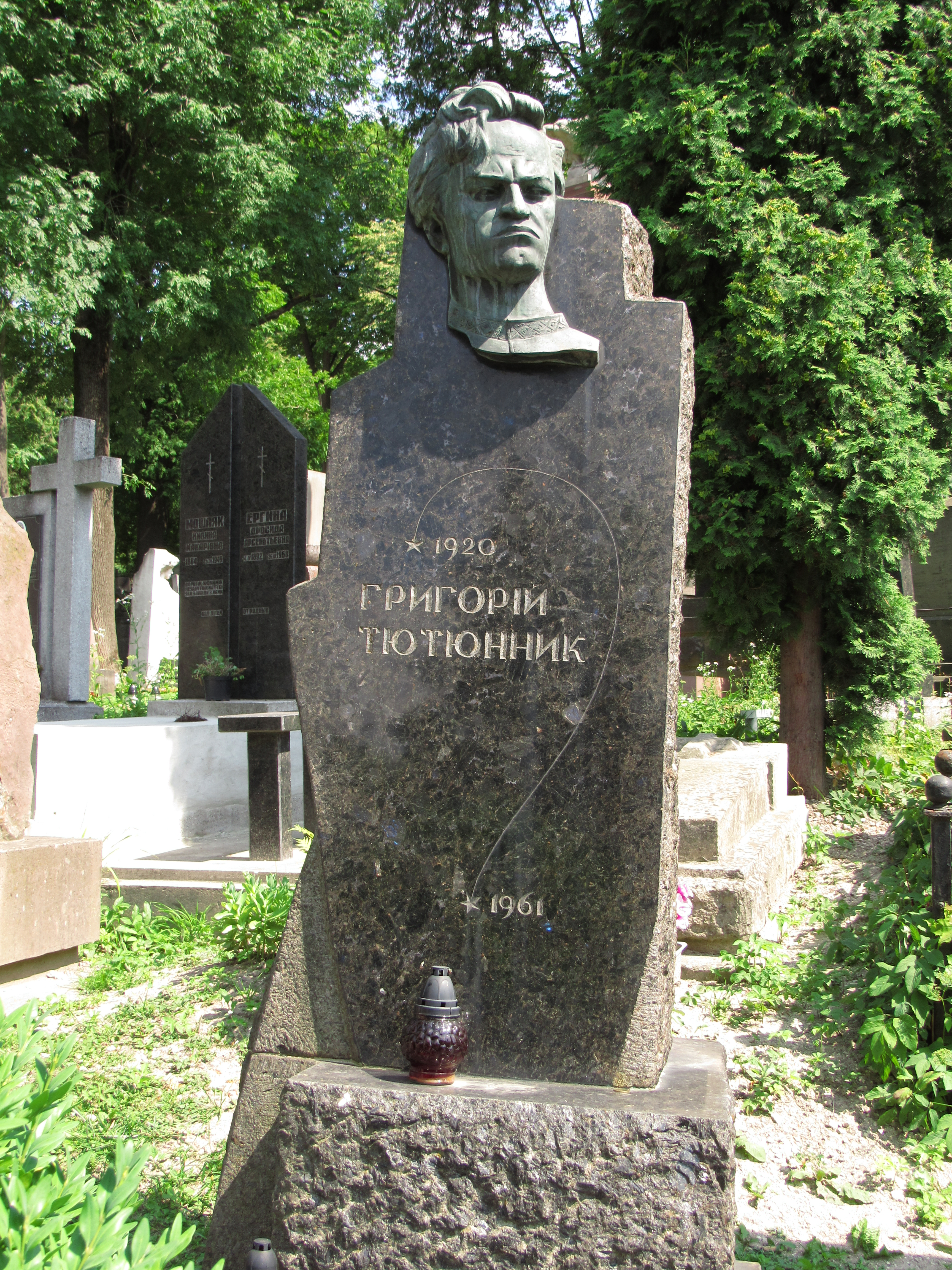
Могила Григорія Тютюнника

Помер Григорій Тютюнник 29 серпня 1961 року у Львові. Похований на Личаківському цвинтарі.
Григір Тютюнник так описав смерть брата у спогадах «Коріння»:«Через годину того ж дня я дістав телеграму: Григорій помер… На столі в його кімнаті лишилася рівненько складена в потертій папці друга частина роману „Вир“».

## Брат
Український письменник — Тютюнник Григір Михайлович (1931–1980) припадає йому молодшим братом по батькові. Брати Григорій та Григір Тютюнники дістали одне й те саме ім'я Григорій через випадковий збіг обставин. Григорія насправді хотіли назвати Георгієм (Їгором). Записувати дитину відрядили діда по матері, який по дорозі до сільради добряче випив[джерело?] за здоров'я новонародженого. Коли ж потрапив до сільради, то переплутав ім'я і записав онука Григорієм. Про дідову витівку дізналися, коли Їгору-Григорію було вже років п'ятнадцять — на той час у Михайла Тютюнника у новій сім'ї уже підростав другий син, за іронією долі, теж Григорій. Згодом, щоб відрізняли братів, молодшого стали звати Григором. Більше, про відносини братів, що спочатку складалися важко, а потім стали прикладом сильної, світової братерської любові, — можна прочитати в спогадах молодшого брата Григора Тютюнника «Коріння».

## Твори
- Вир (роман) Перша книга (1960), друга книга (1962)
- Журавлині ключі (збірка поезій)
- Зорані межі (збірка оповідань)
- Хмарка сонця не заступить (повість)

## Екранізація
У 1983 режисер Станіслав Клименко зняв за романом письменника художній фільм «Вир».